# NGC 1826
NGC 1826 (również ESO 85-SC43) – gromada otwarta, znajdująca się w gwiazdozbiorze Złotej Ryby. Należy do Wielkiego Obłoku Magellana. Odkrył ją James Dunlop 24 września 1826 roku.